# 圳寮 (彰化縣)
圳寮，原寫為圳藔，是臺灣彰化縣溪州鄉的一個地名，位於該鄉北部。相較於今日行政區，其範圍大致包括圳寮村不含西部邊界地帶及西南端、西畔村西北部凸出部分的西南部及西南部凸出部分的西部邊界地帶。

## 歷史
台灣清治末期至日治初期，圳寮地區為一街庄，稱為「圳藔庄」，隸屬於東螺東堡。該庄東北與北斗街、北斗庄為鄰，東與西畔庄為鄰，南邊為過溪仔庄、潮洋厝庄，西南邊為三條圳庄，西邊為溪州庄，西北邊為舊眉庄。。
1901年（日治明治三十四年）11月，全台廢縣廳改設二十廳，該庄隸屬於彰化廳。1903年（明治三十六年）6月，該庄編入「下霸區」，隸屬於彰化廳。1909年（明治四十二年）10月，合併二十廳為十二廳，下霸區改隸屬於臺中廳。1920年（大正九年），廢廳、支廳、區、街庄（舊制）改設州、郡、街庄（新制）、大字，該庄改制並雅化為「圳寮」大字，隸屬於臺中州北斗郡溪州庄。
戰後溪州庄改制為溪州鄉，隸屬於臺中縣，大字亦改制為村。1950年10月，中、彰、投分治，溪州鄉改隸屬彰化縣。

## 聚落
本地區發展較早的聚落為圳藔，在日治期初期的官方地圖上已有記載。此外，本地區尚有圳寮組、後壁溪、崁頂、頂角、中固、竹圍內、下樹、前溪底、土岸角等聚落。

## 交通
縣道152號（溪下路四段～三段）是大城鄉公館至名間的道路，大致以西北西—東南東走向轉西北—東南走向再轉西北西—東南東走向經過本地區中部。由該道路向西北西可前往溪州市區、埤頭南部、竹塘、大城並止於省道台17線路口，向東南東可前往二水、名間並止於省道台3線路口。
鄉道彰99線（過溪路、陸軍路、下壩路）是田中至潮洋厝的道路，大致以東向西轉北向南再轉東北東—西南西走向經過本地區東南端。由該道路向東可前往西畔南部、下霸、東北斗東南部、大新、田中市區並止於縣道150號（員集路二段）路口，向西南西可前往潮洋厝並止於鄉道彰101線路口。
鄉道彰100線（陶朱路）是大橋組至西畔的道路，其東南側端點位於本地區東北部的鄉道彰107線路口。由此向西北至西北部邊界處經鄉道彰101線路口並出境後，可前往舊眉北部並止於鄉道彰182線路口。
鄉道彰101線（神農路、陸軍路）是北斗至潮洋厝的道路，大致以北北東—南南西走到達本地區極北點後沿本地區西部邊界北側而行，經鄉道彰100線後轉南微西仍沿邊界而行，其後因邊界線轉向西而入境，經縣道152號路口、鄉道彰102線終點路口後直行，其後經一段本地區南部邊界後出境。由該道路向北北東可前往北勢寮東南端、西北斗、北勢寮東北部並止於省道台1線路口，向南微西可前往潮洋厝並止於濁水溪北岸堤防道路。
鄉道彰102線（圳寮溪州界橋、莿仔埤圳第二放水路道路南岸道路）是三條圳至潮洋厝的道路，其東側端點位於本地區中部偏西的鄉道彰101線路口。由此向西南轉西北西沿莿仔埤圳第二放水路道路南岸而行，其後轉西再轉西南至本地區西部邊界地帶，轉北北西過橋後轉西南出境並沿圳道北岸而行，可前往溪州南端、溪墘厝東南端並止於溪墘厝與三條圳交界處的鄉道彰105線路口。
鄉道彰107線（斗功路）是七星至柑子園的道路，大致以北北西－南南東走向經過本地區東北端。由該道路向北北西可前往東北斗西南端、西北斗中部偏南並止於鄉道彰101線路口，向南南東可前往西畔、西畔與下壩交界地帶、下壩西南部並止於鄉道彰99線路口。